# Столяров, Андрей Юрьевич
Андрей Юрьевич Столяров (род. 9 января 1977, Сочи) — российский теннисист.

## Достижения
- Заслуженный мастер спорта России
- Обладатель Кубка Дэвиса 2002 года
- Чемпион Мира среди вооруженных сил
- Бронзовый призёр Чемпионата Европы среди юниоров в одиночном и парном разрядах
- Серебряный призёр Чемпионата Мира среди вооруженных сил

В профессиональном туре Андрей Столяров с 1995 года. Побеждал многих сильнейших теннисистов мира, среди которых Марк Россе, Магнус Норман, Иван Любичич, Энди Роддик, Томми Робредо и другие.
Наивысший рейтинг в одиночном разряде - 71, а в парном - 151.
Финалист турнира ATP в Ченнае в январе 2001 года, где уступил чеху Михалу Табаре 2-6 6-74.
Был подопечным Татьяны Зининой.